# Regimentul 6 Roșiori (1916-1918)
Regimentul 6 Roșiori a fost o unitate de cavalerie de nivel tactic, care s-a constituit la 14/27 august 1916, prin mobilizarea unităților și subunităților existente la pace. Regimentul era dislocat la pace în garnizoana Tecuci. :p. 313 
Regimentul a făcut parte din organica Brigăzii 4 Roșiori alături de  Regimentul 11 Roșiori. La intrarea în război, Regimentul 6 Roșiori a fost comandat de colonelul Gheorghe Rusescu. Regimentul 6 Roșiori a participat la acțiunile militare pe frontul românesc, pe toată perioada războiului, între 14/27 august 1916 - 28 octombrie/11 noiembrie 1918.

## Participarea la operații

### Campania anului 1917
În campania din anul 1917 Regimentul 6 Roșiori a participat la acțiunile militare în dispozitivul de luptă al Diviziei 2 Cavalerie, participând la Bătălia de la Mărășești. În această campanie, regimentul a fost comandat de locotenent-colonelul  Nicolae Popescu .

## Comandanți
- Colonel Gheorghe Rusescu
- Locotenent-colonel Nicolae Popescu

## Vezi și
- Participarea României la Primul Război Mondial
- Ordinea de bătaie a Armatei României (1916)
- Ordinea de bătaie a Armatei României (1917)
- Divizia 2 Cavalerie

| Portal România în Primul Război Mondial |                                         |
| Portal icon                             | Portal România în Primul Război Mondial |